# Jean-Marie Houben
Jean-Marie Houben (Moresnet, 24 november 1966) is een Belgisch voormalig voetballer.

## Clubcarrière
Houben, een verdediger, begon bij Club Luik te voetballen en maakte bij die club in 1985 zijn debuut in Eerste Klasse. Houben bleef uiteindelijk 6 seizoenen bij Club Luik voetballen, met als hoogtepunt de Beker van België in 1990.
In 1991 trok Houben naar RSC Anderlecht, waar hij twee seizoenen verbleef. De verdediger speelde er niet vaak maar werd in 1993 wel landskampioen.
Na het veroveren van de landstitel met Anderlecht belandde Houben terug in Luik bij FC Seraing. In 1995 besloot hij zijn carrière af te bouwen bij AS Eupen. In 1996 speelde hij nog één seizoen voor CS Visé.

## Interlandcarrière
Houben speelde ook twee keer voor de Rode Duivels. Onder leiding van bondscoach Guy Thys maakte hij zijn debuut op 8 juni 1989 in de vriendschappelijke uitwedstrijd tegen Canada (0-2). Hij viel in dat duel na 45 minuten in voor Marc Emmers.